# Bombylius major
Espèce
Le grand bombyle (Bombylius major) est une espèce d'insectes diptères brachycères de la famille des Bombyliidae, ressemblant superficiellement à une abeille ou à un petit bourdon.

## Description
L'adulte de longueur variable (8 à 12 mm), est trapu et très velu (semble couvert d'une fourrure), chez les individus les plus grands, l'envergure des ailes lors du vol peut atteindre 25 mm. Il a des taches sombres sur la partie antérieure de la moitié des ailes et de longues pattes velues qui pendillent en vol.

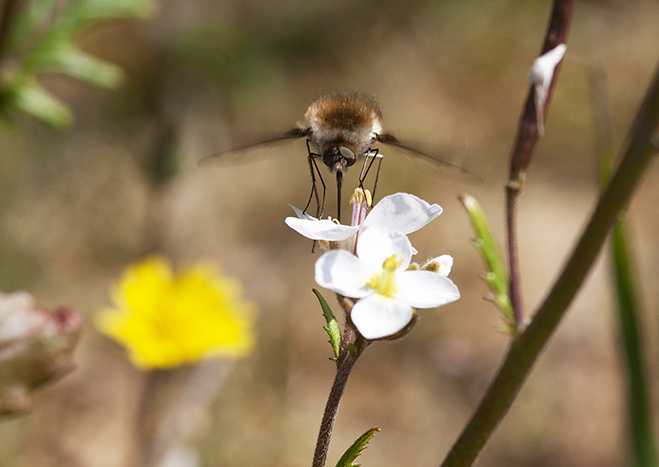
Bombyle butinant.
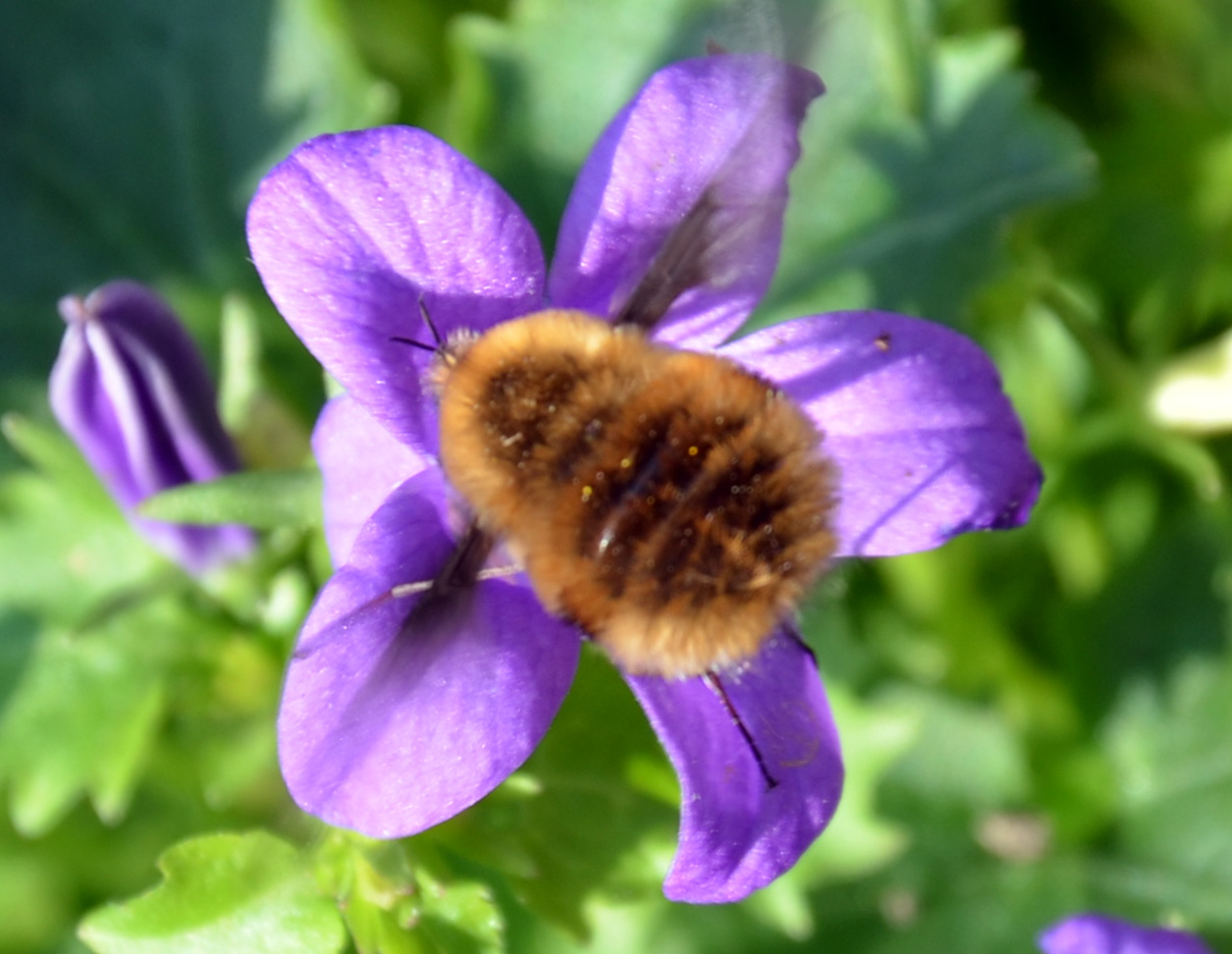
Grand bombyle en train de se nourrir, vu de dessus.
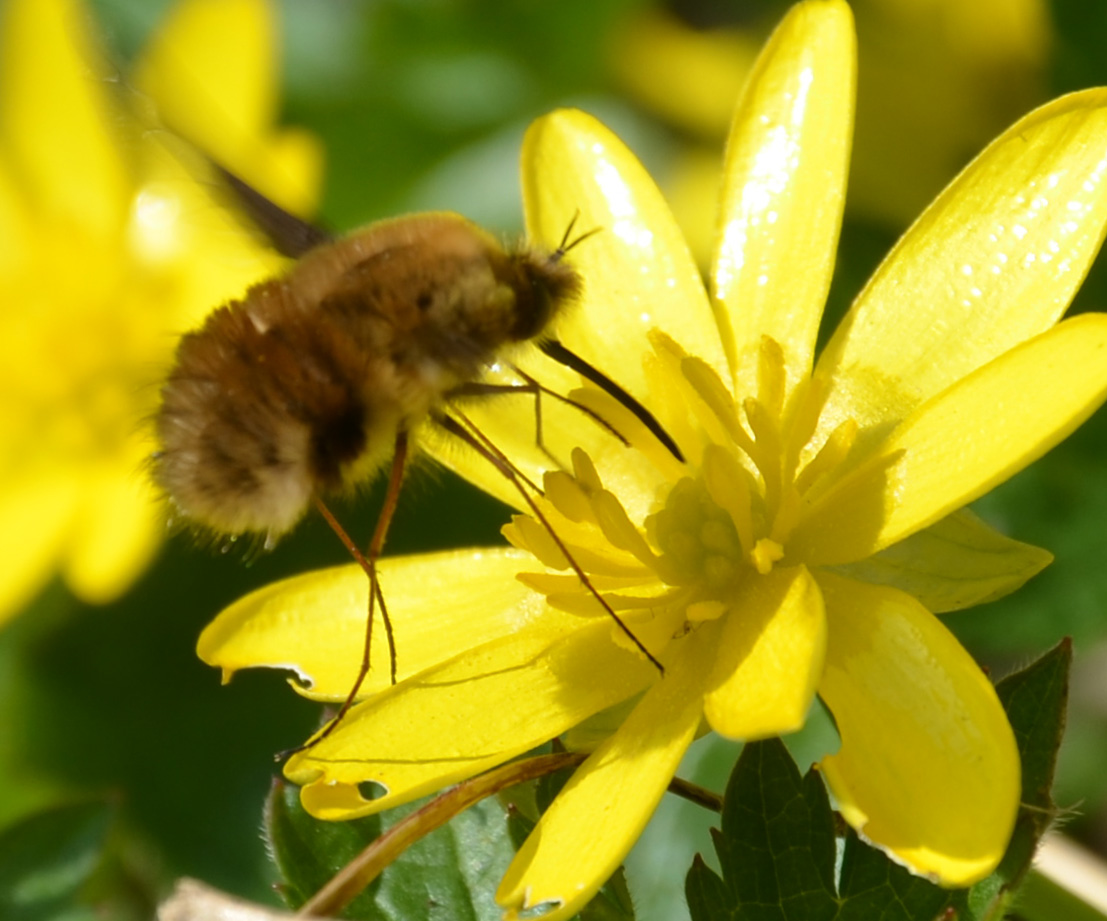
Grand bombyle vu de profil, fécondant une ficaire en y recherchant du nectar. On distingue les poils disposés en rangées sur l'abdomen.
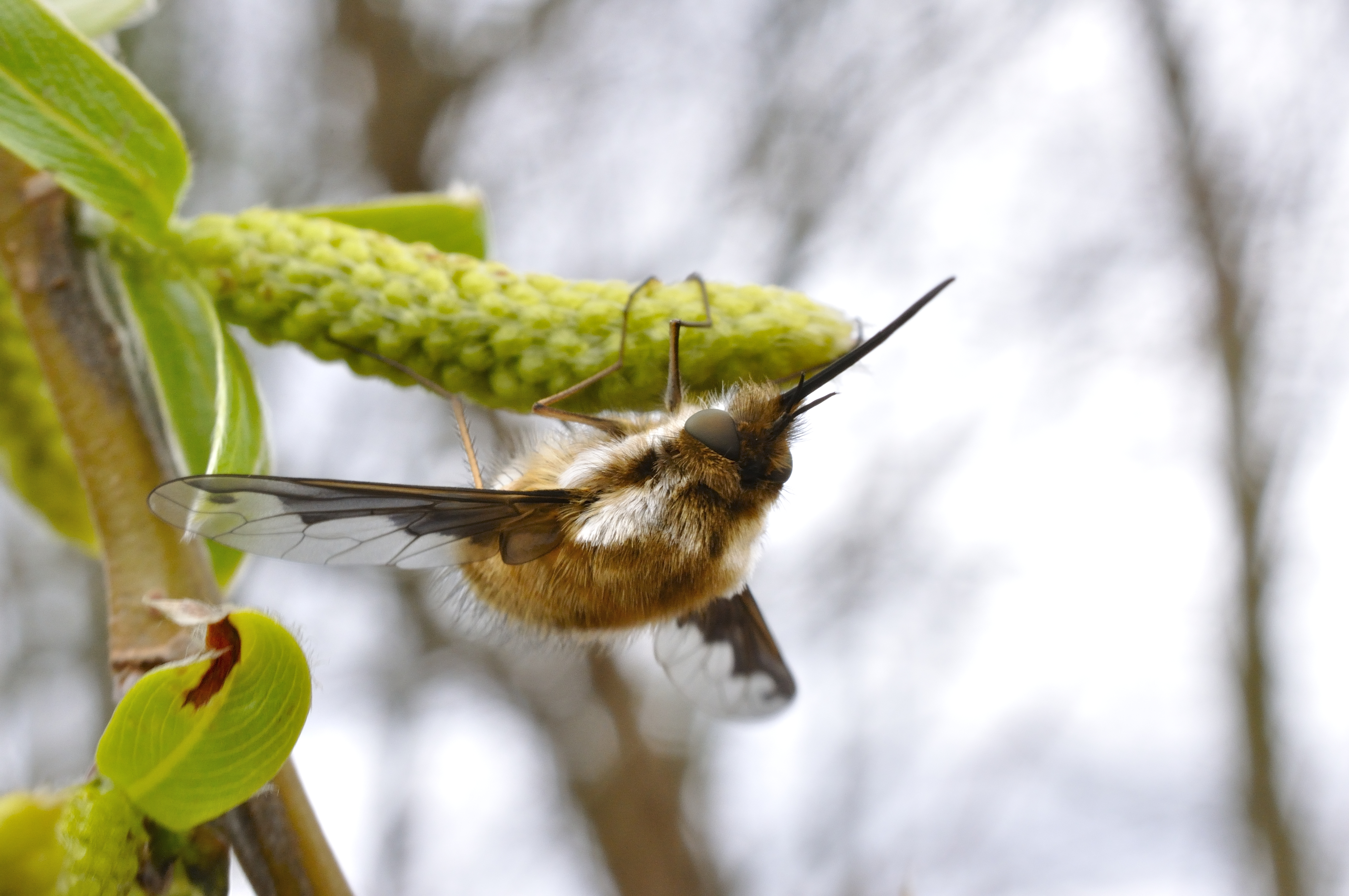
Bombyle au repos sur un chaton au début du printemps.

## Biologie
Ces mouches volent remarquablement bien et cette aptitude avait conduit à les classer à tort dans la famille des Syrphidae.
Le bombyle, totalement inoffensif, utilise sa très longue trompe proéminente pour se nourrir du nectar de nombreuses espèces de fleurs printanières, en particulier des primevères sauvages et des jardins. En butinant, il continue de battre des ailes.
Comme beaucoup de syrphes, il effectue souvent des vols stationnaires à la manière des colibris en émettant un léger vrombissement.
La femelle du grand bombyle est un parasitoïde : elle pond ses œufs en volant à proximité des entrées des galeries souterraines des nids de certaines abeilles sauvages et guêpes. Après éclosion, les larves se dirigent dans le nid de leurs hôtes pour se nourrir de leurs larves.

## Distribution

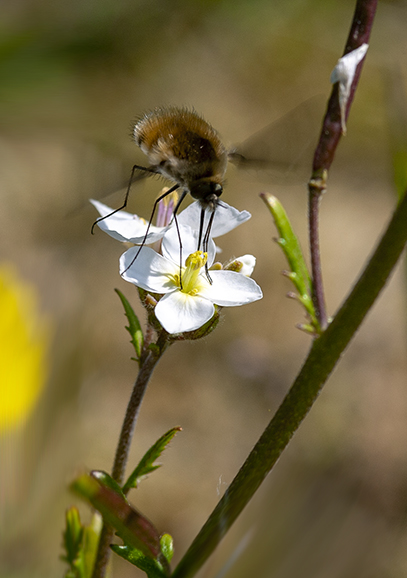
Grand bombyle butinant

C'est une espèce aisément visible de mars à juin sur une aire de répartition très étendue incluant l'Europe, l'Indo-Himalaya et l'Amérique du Nord.

## Synonymes
- Asilus lanigerus Geoffroy, 1785
- Bombylius aequalis Fabricius, 1781
- Bombylius albipectus Macquart, 1855
- Bombylius anonymus Sulzer, 1761
- Bombylius antenoreus Lioy, 1864
- Bombylius australis Loew, 1855
- Bombylius basilinea Loew, 1855
- Bombylius consanguineus Macquart, 1840
- Bombylius fratellus Wiedemann, 1828
- Bombylius variegatus De Geer, 1776
- Bombylius vicinus Macquart, 1840

## Galerie

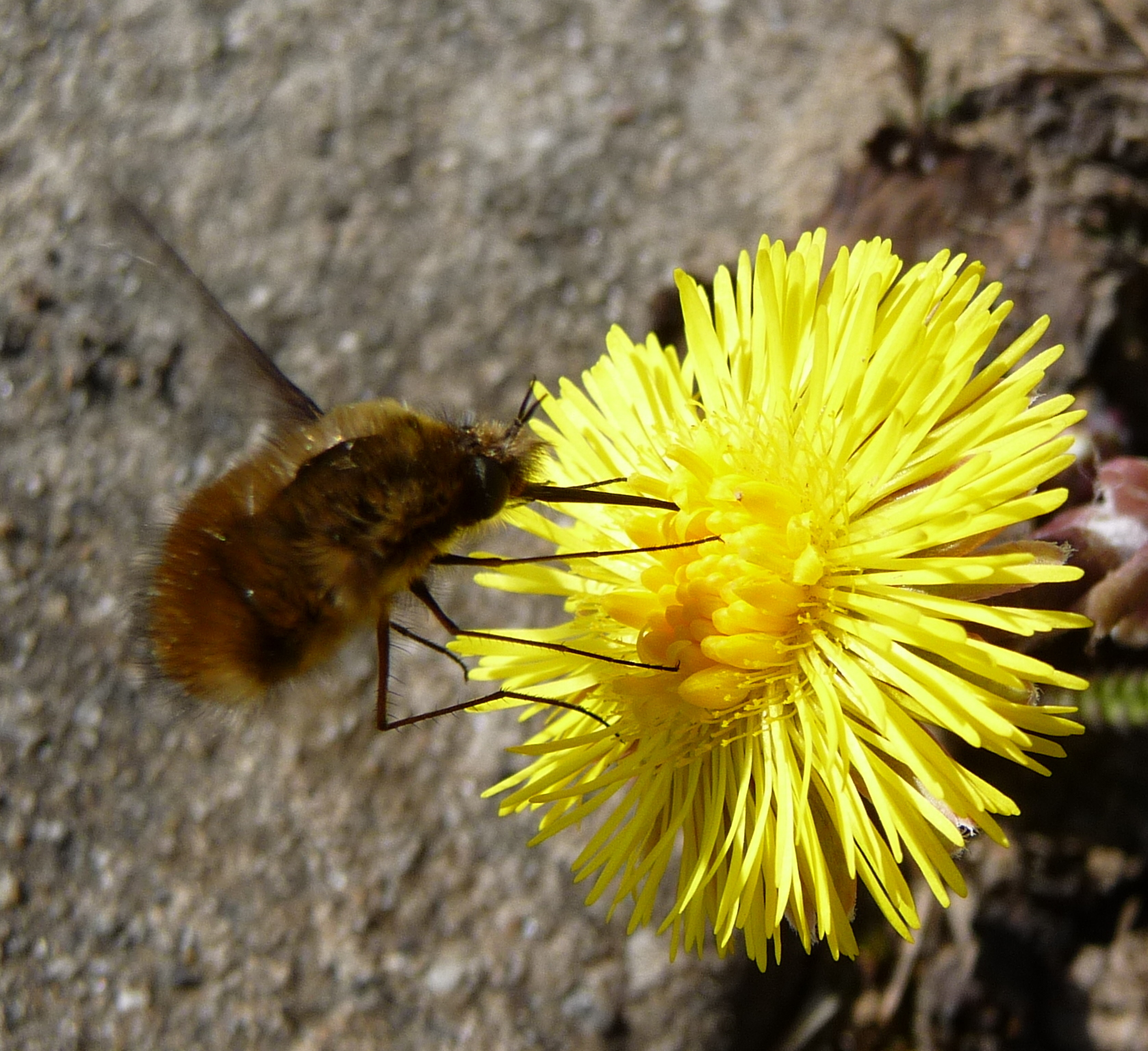
Un grand bombyle butinant une fleur de tussilage
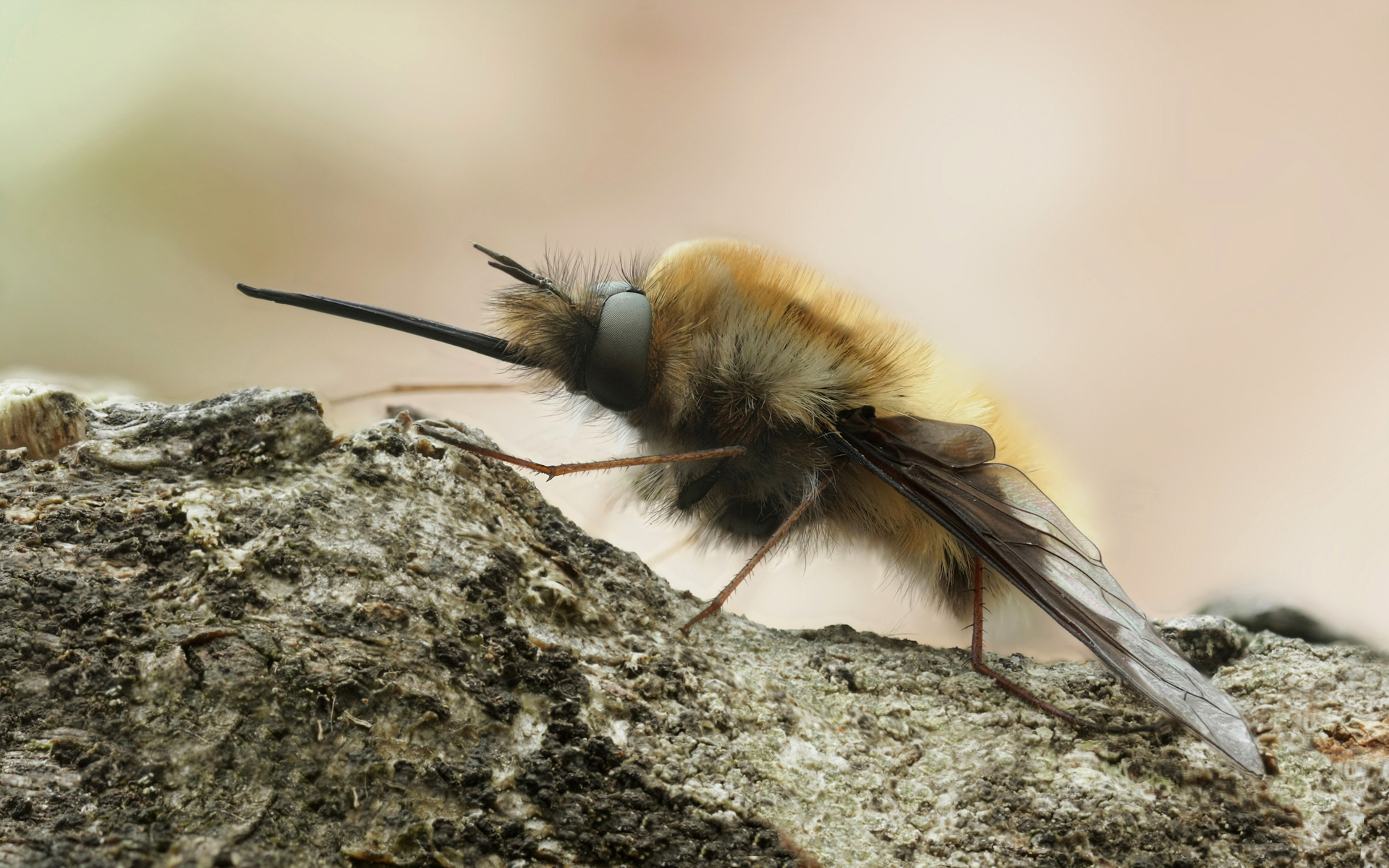
La trompe reste saillante, même au repos
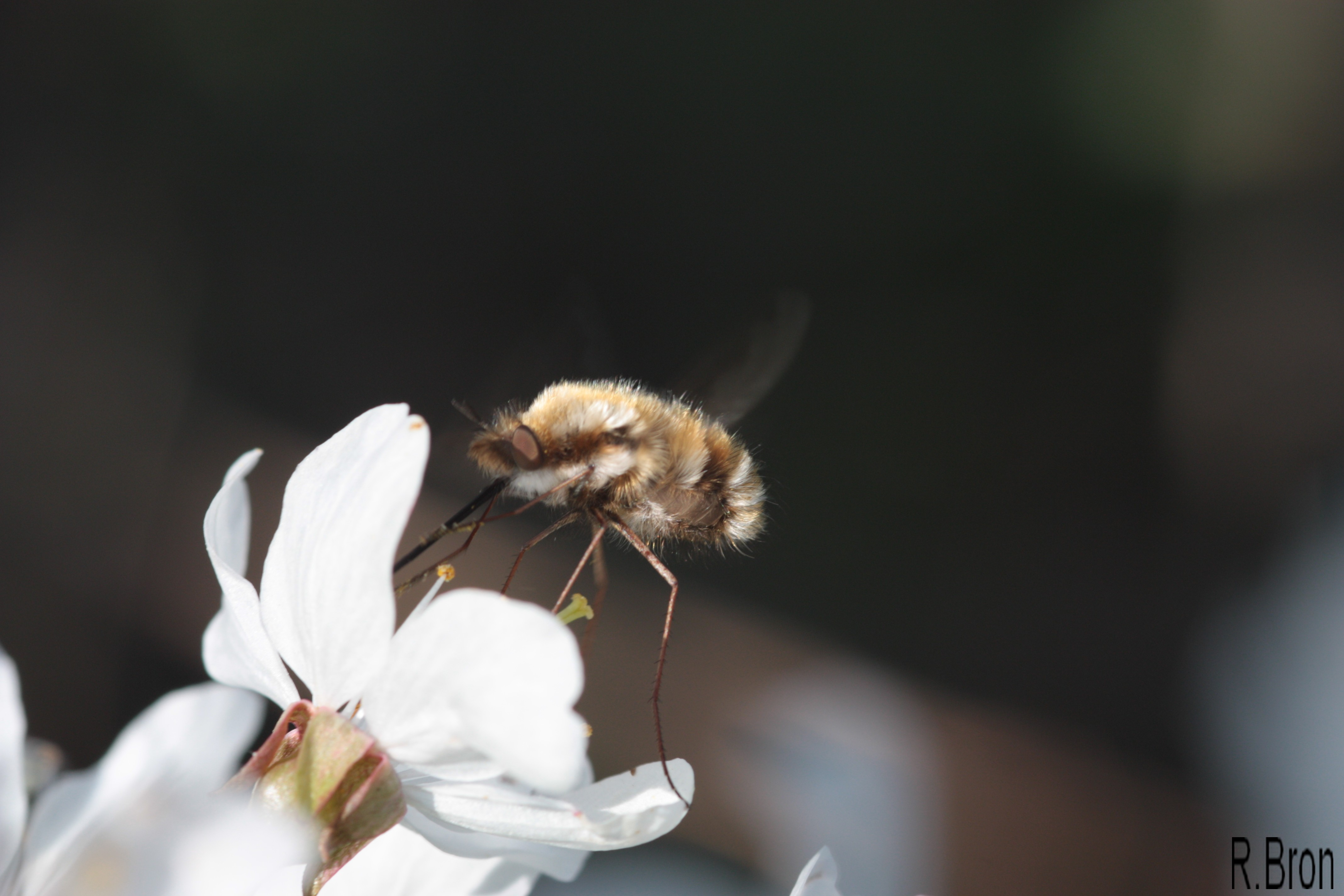
En butinant, il pose les pattes sur la fleur et continue de battre des ailes
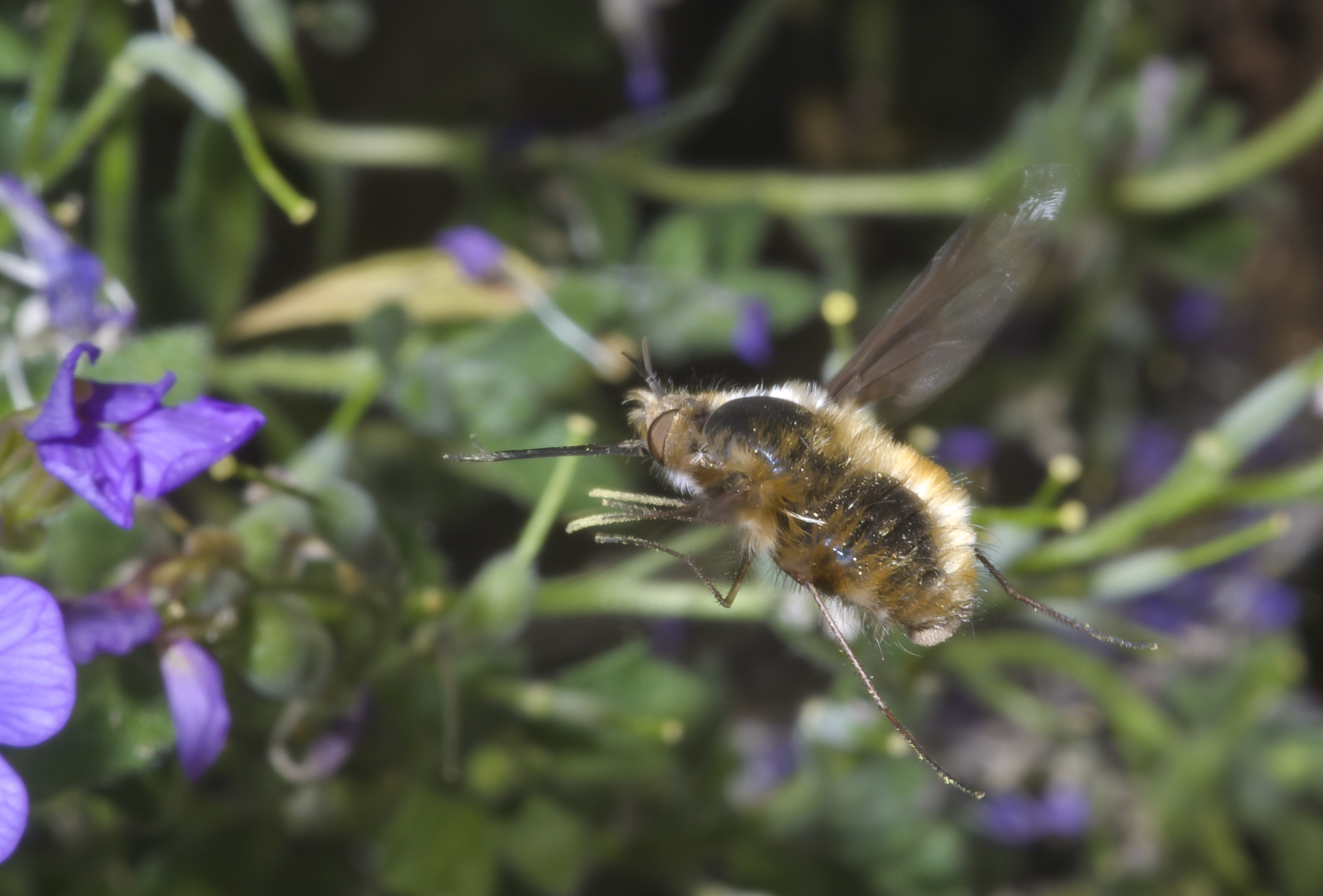
En vol d'approche
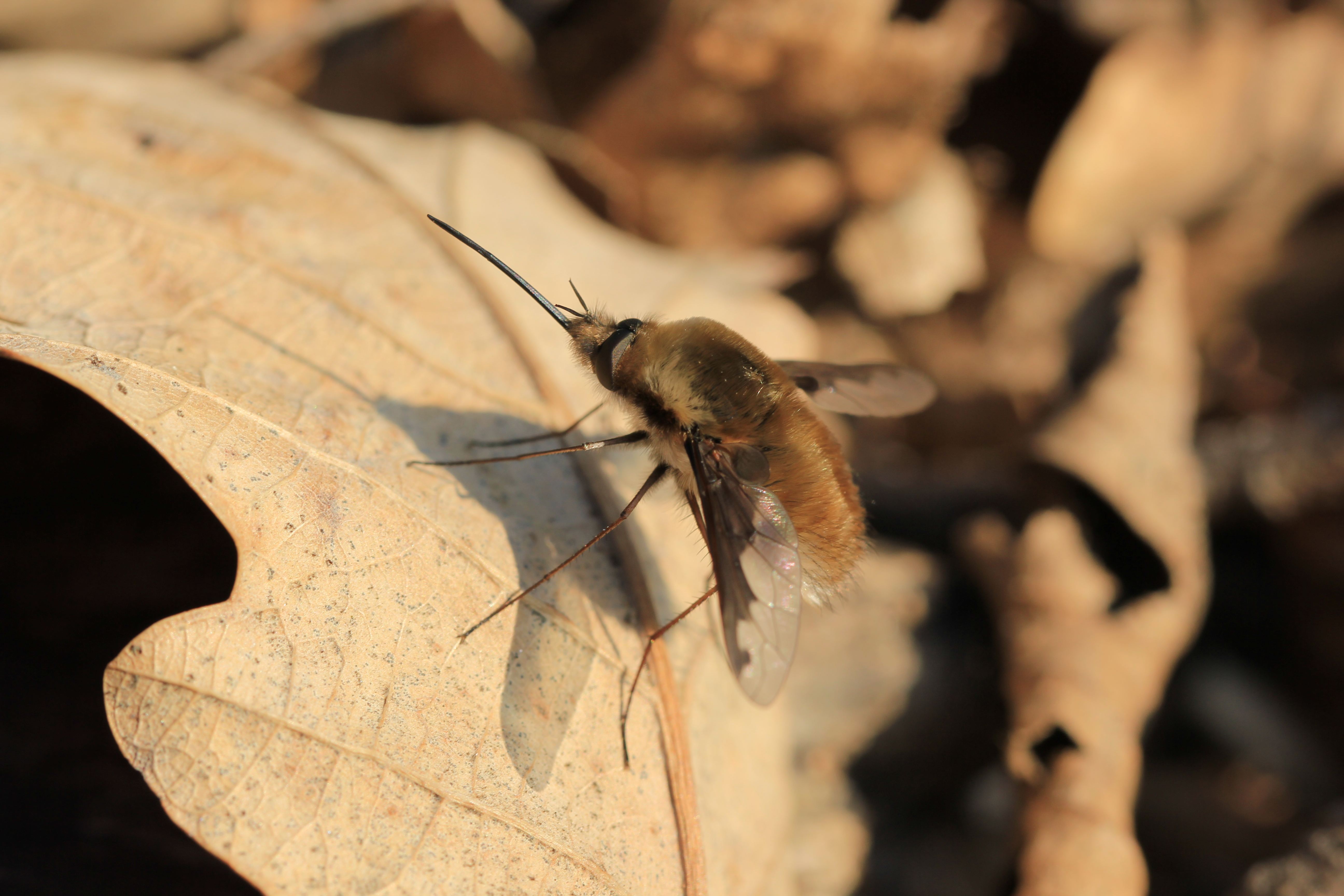
Une petite halte au soleil
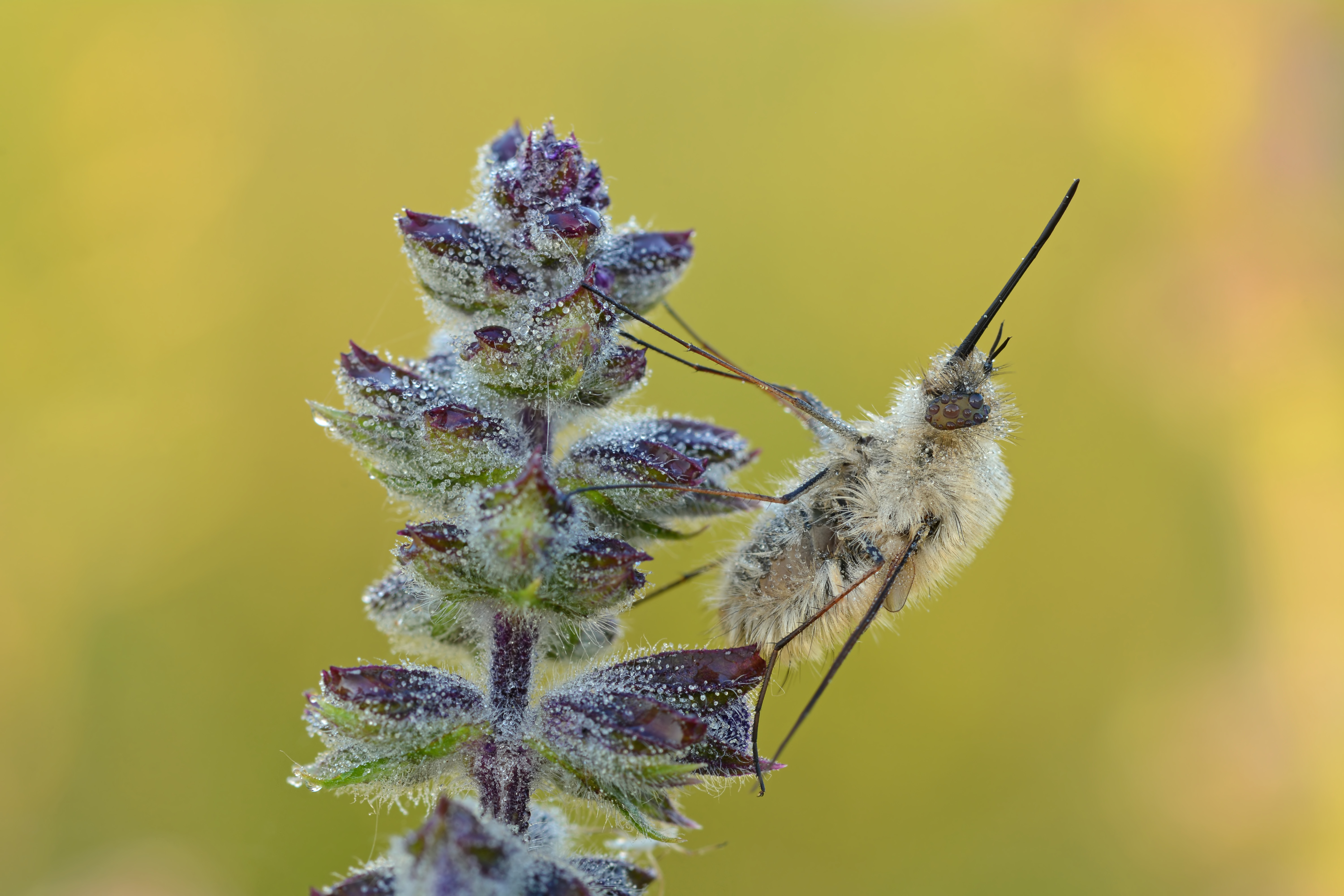
Un grand bombyle.